# Schreitwerk

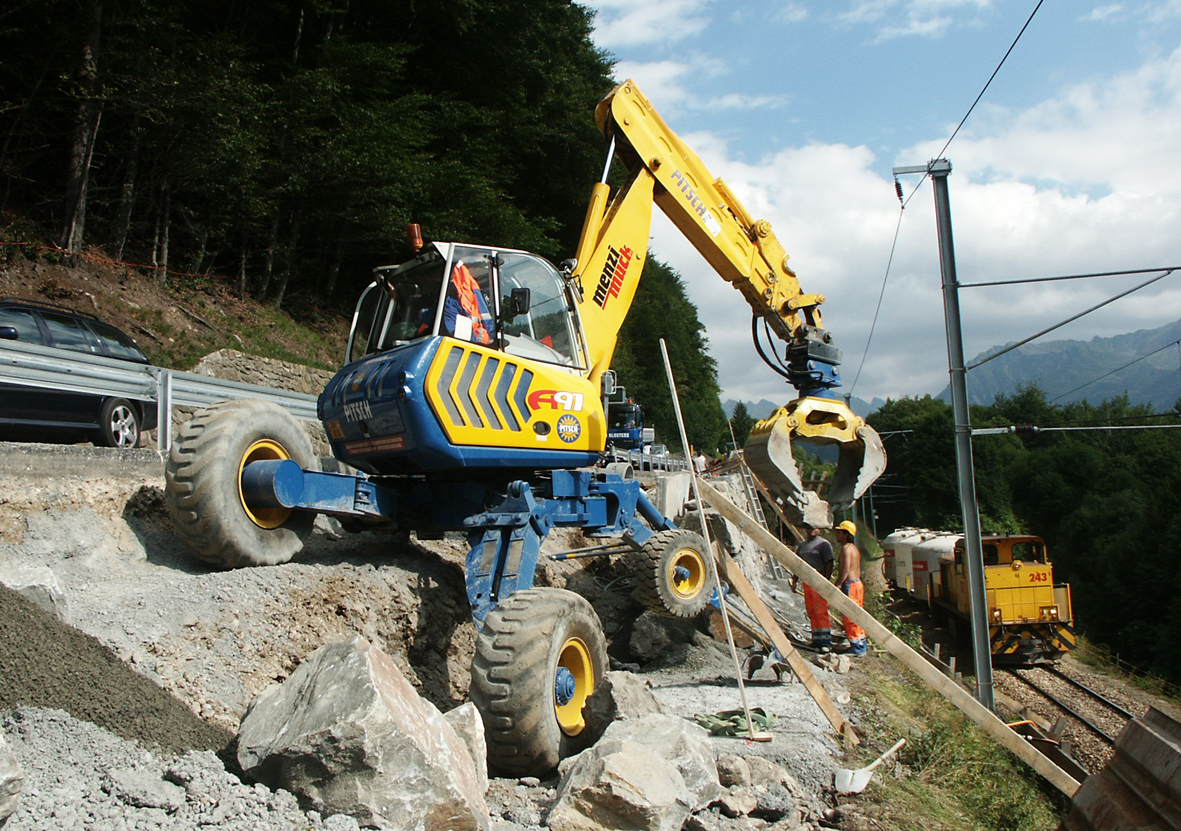
Schreitbagger eignen sich für Einsätze in schwer zugänglichem Terrain.

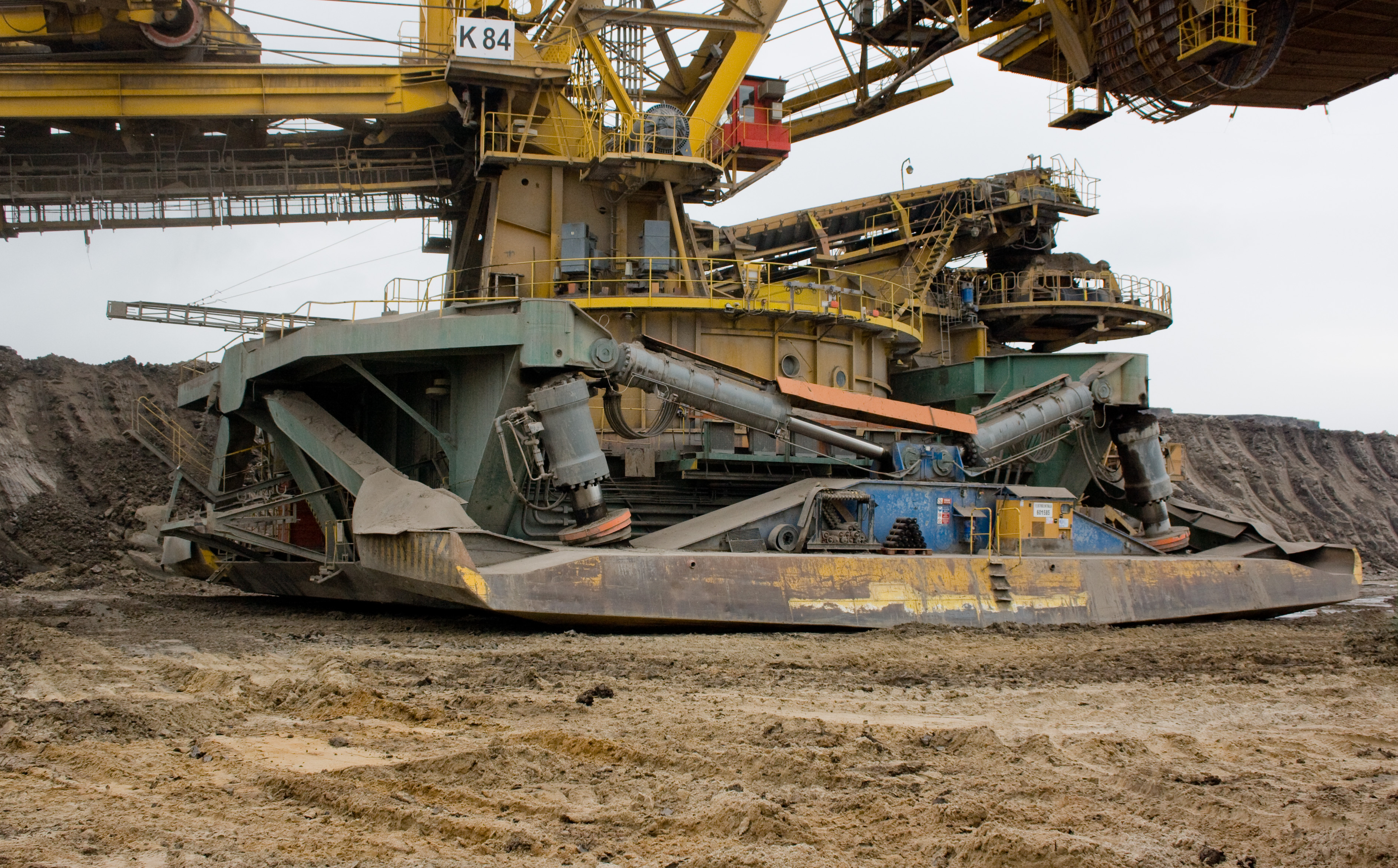
Schreitwerk des in Tschechien gebauten Schaufelradbaggers KU 800

Das Schreitwerk ist eine Sonderform des Fahrwerks und dient zur Fortbewegung von Maschinen. Es kommt überwiegend bei Baumaschinen zum Einsatz.

## Aufbau
Das Schreitwerk besteht aus einer Wanne und mehreren Schreitfüßen. Die Schreitfüße sind am Gerät entweder an Schienen oder Hydraulikzylindern befestigt.

## Funktionsprinzip
Während der Arbeit steht das Gerät auf der Wanne. In dieser Zeit hängen die Schreitfüße in der Luft. Soll das Gerät bewegt werden, werden die Schreitfüße in die gewünschte Lage bewegt und abgesenkt. Danach wird die Wanne mit dem ganzen Gerät angehoben und (entlang der Schiene oder mit Hilfe der Hydraulikzylinder) verfahren. An der neuen Position angekommen, wird die Wanne abgesenkt und die Schreitfüße wieder angehoben.

## Vor- und Nachteile

Martinson, US Pat. 1627984

Durch die große Aufstandsfläche der Wanne sind die Bodenpressungen sehr gering, was beim Einsatz in gering tragfähigen Böden vorteilhaft ist. Durch die freie Drehbarkeit der Wanne zu den Schreitfüßen können die Geräte auf der Stelle die Richtung beliebig ändern, was ihnen Vorteile gegenüber Raupenfahrwerken verschafft (diese sind an festgelegte minimale Kurvenradien gebunden). 
Nachteilig ist die geringe Bewegungsgeschwindigkeit (geringe betriebliche Flexibilität) und der hohe Instandhaltungsaufwand.

## Einsatz und Verbreitung
Durch die sehr langsame Fortbewegung werden Maschinen mit Schreitwerk in der Regel da eingesetzt, wo von einem Punkt über längere Zeiten gearbeitet werden kann. Andererseits können die Geräte, bedingt durch die hohe Manövrierbarkeit, in engen Platzverhältnissen eingesetzt werden.
Traditionell wurden die Geräte im Ostblock oder den USA entwickelt, gebaut und eingesetzt. In Deutschland konnten sie sich kaum durchsetzen.